# Бруно Кампезе
Бруно Кампезе (англ. Bruno Campese, нар. 3 серпня 1963, Нелсон, Британська Колумбія) — колишній канадський і італійський хокеїст, що грав на позиції воротаря. Грав за збірну команду Італії.

## Ігрова кар'єра
Професійну хокейну кар'єру розпочав 1988 року.
1982 року був обраний на драфті НХЛ під 249-м загальним номером командою «Бостон Брюїнс». 
Протягом професійної клубної ігрової кар'єри, що тривала 13 років, захищав кольори команд «Девілз» (Мілан), «Азіаго», «Аугсбург Пантерс», «Фельдкірх» та «Брекнелл Біз».
Виступав за збірну Італії.

## Тренерська робота
З 2007 очолив клуб ЗХЛ «Принс-Альберт Рейдерс», з 14 січня 2008 генеральний менеджер команди. З 28 жовтня 2011 асиситент головного тренера та генеральний менеджер команди «Рейдерс».

## Нагороди та досягнення
- Чемпіон Італії в складі «Девілз» (Мілан) — 1993, 1994.
- Чемпіон Австрії в складі «Фельдкірх» — 1998.
- Чемпіон Альпенліги в складі «Фельдкірх» — 1998.
- Чемпіон Британської хокейної суперліги в складі «Брекнелл Біз» — 2003.